# 原子力損害賠償紛争解決センター
原子力損害賠償紛争解決センター（げんしりょくそんがいばいしょうふんそうかいけつセンター）とは、原子力発電所の事故により被害を被った人々が円滑、迅速、公正に紛争を解決することを目的として設置された公的な紛争解決機関である。

## 概要
東京電力の福島第一原子力発電所事故、福島第二原子力発電所事故を受け、原子力損害の賠償に関する法律に基づき、文部科学省の原子力損害賠償紛争審査会のもとに設置された。文部科学省、法務省、裁判所、日本弁護士連合会出身の専門家によって構成される。業務の進行管理はセンター内の総括委員会が行い、弁護士などの仲介委員が原子力損害の賠償に係る紛争について和解の仲介手続を行う。和解の仲介手続における口頭審理の開催場所は原則として東京都港区内の2つの事務所か、福島県内の1つの事務所の何れかにおいて行われる。2011年8月29日に開所式が行われ、9月1日より申し立ての受付を開始。事務局は文部科学省研究開発局原子力損害賠償紛争和解仲介室で、同室長は佐々木宗啓元東京地方裁判所判事。

## 問題
- 福島第一原発事故での避難中に死亡した住民の遺族に対し、賠償額を半額に抑え込んでいたことが、一部メディアの報道により判明している。和解を迅速化させるために、センター側が東電に賠償額を受け入れやすいようにしたためとされており、強い批判が出ている[2]。

- 原発事故の影響で減収となった東京都内及び神奈川県内のバス事業者計16社が同センターにADRを申し立てたのに対し、センター側が原発事故を減収の原因であることを証明するための書類の提出を求めていたことが判明している。1社は提出できたが、残りは提出できず、和解協議が打ち切られている。福島県など賠償対象の10県内に事業者が位置している場合は原発事故前後の決算書などの提出のみでよいとしているのに対し、それ以外の都道府県に位置する事業者に対しては、予約のキャンセル1件毎に事故による減収かどうかの証明を必要としているためとされる[3]。

- 国は原子力政策の旗を振り、電力会社を指導監督する立場を担ってきた。賠償問題でも国自らの責任を果たす必要がある。和解の約束を守らない東電を指導し、被害者に適正な賠償をするように、国の指針の改定にも取り組むべき[4]。

東京電力(株)が示している賠償基準よりも広く損害が認められた和解事例
- 2017年、相馬市において、公表されている和解事例のうち、東京電力が示している賠償基準よりも広く損害が認められた和解事例[5]について、「延長が認められた就労不能損害賠償」「全損と認められた財物賠償」「自主的除染に係る費用の賠償」の3種類をそれぞれ分類して情報公開している。また、避難生活による精神的損害に対する賠償額を増額できる条件や、その条件に当てはまる和解事例についても、分類して情報公開している。